# 欽特

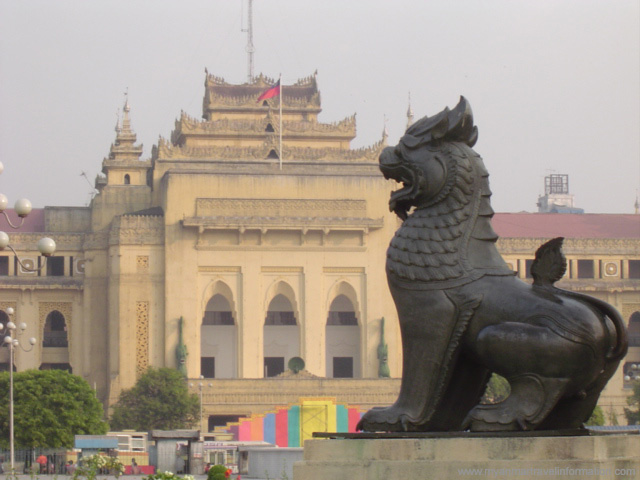
仰光市政廳前的欽特，從摩訶班都拉公園方向觀看

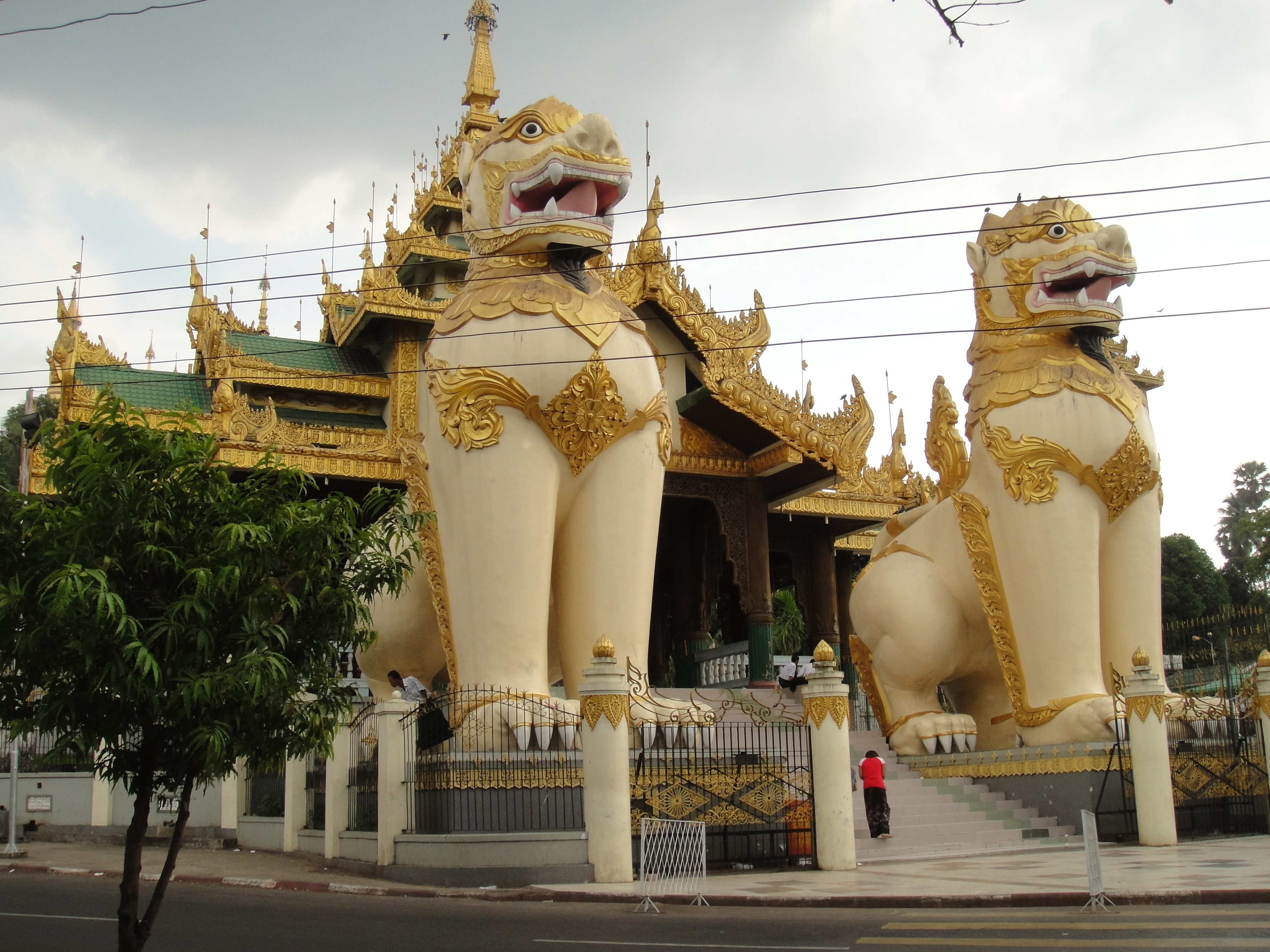
仰光大金寺前排列的兩隻欽特。

欽特（IPA：[tɕʰɪ̀ɴðḛ]）在缅甸语中是狮的意思。常以成對的方式出現，象徵用以守衛寶塔。欽特狮最常出現在緬元與所有緬甸國徽的設計上。

## 起源
欽特守護寶塔或寺廟入口的起源可见于巴利文经典《大史》： 
有位公主與獅子結婚生下一個兒子，但後來與獅子離婚，結果導致獅子發怒，跑到各地製造恐慌。後來兒子出面把獅子殺掉，回來向母親說他殺掉了獅子，卻發現這頭獅子居然是他的父親。最後兒子在廟宇前面建造獅子塑像守護廟宇，來彌補他的罪過。

## 文化地位
緬甸人尊敬並喜愛欽特，並且用來當作緬甸王室的象徵。
在貨幣尚未引入緬甸以前，會採用黃銅鑄造出欽特等神獸形狀的砝碼，用以測量日常用品的質量。
缅甸属相中，星期二出生者的属相是狮。

欽特面朝右側的圖像。
欽特面朝左側的圖像。
欽特面朝左側的圖像（紅色）。